# 1991 في لبنان
فيما يلي قوائم الأحداث التي وقعت خلال عام 1991 في لبنان.

## كتب
من الكتب التي صدرت هذه السنة في لبنان:
- 1 يناير – حدائق النور من تأليف أمين معلوف.

## مواليد

### يناير
- 1 يناير – رينا شيباني

### مايو
- 11 مايو – حسن دندش لاعب كرة سلة لبناني.

### أغسطس
- 14 أغسطس – نور منصور لاعب كرة قدم لبناني.

### أكتوبر
- 21 أكتوبر – جاكي شمعون متزحلقة جبال الألب لبنانية.

## وفيات

### يناير
- 1 يناير – وداد سكاكيني (مواليد 1913)